# El cóndor pasa
El cóndor pasa (span. für „der Kondor fliegt vorüber“) ist ein Instrumentalstück, das 1913 vom peruanischen Komponisten Daniel Alomía Robles (1871–1942) für seine gleichnamige Zarzuela auf der Grundlage eines älteren peruanischen Volksliedes komponiert wurde. Zur Melodie gibt es verschiedene Liedtexte aus Peru, doch wird es meist instrumental interpretiert. Eine englischsprachige Version von Simon & Garfunkel aus dem Jahre 1970 machte es international bekannt.

## Entstehung
Das 1913 von Daniel Alomía Robles komponierte El cóndor pasa beruht auf dem urheberrechtsfreien peruanischen Volkslied Soy la paloma que el nido perdió („Bin die Taube, die das Nest verloren hat“) aus dem 18. Jahrhundert. Julio Baudouin y Paz fügte der Melodie einen anderen Text mit dem Titel El cóndor pasa bei, der erstmals am 19. Dezember 1913 im Teatro Mazzi in Lima aufgeführt wurde. Der damals 42-jährige Komponist Robles formte das Lied zu einer Zarzuela, einem gesprochenen und gesungenen Theaterstück. Diese Zarzuela bestand aus acht Teilen: Einführung (introducción), männlicher Chor (coro), traurige Inka-Musik aus den Anden (yaraví), Duett aus Sopran und Bariton (dúo), Romanze (romanza), Königstanz (kashua), volkstümlicher Marsch (pasacalle) und Fürbitte (plegaria).
Die Zarzuela spielt in einer Mine in Cerro de Pasco und klagt über die Konflikte zwischen den indianischen Minenarbeitern und den europäischen Eigentümern (sajones, also „Sachsen“). Im Laufe des Stückes wird der ausbeuterische Mr. King von Higinio ermordet. Doch die ersehnte Freiheit und Lösung der ständigen Konflikte bringt das nicht, denn Nachfolger wird Mr. Cup, mit dem sich die sozialen Missstände unverändert fortsetzen. Der Kondor, das Symbol der Freiheit, zieht weiter seine Kreise. Die Fürbitte ruft den Kondor an, der einen Betroffenen mitnehmen solle ins Reich der Inka nach Machu Picchu.
Diese Zarzuela wurde nach einem Staatsstreich 1914 verboten und erst 1933 urheberrechtlich geschützt, als Robles sich als Kulturattaché in New York City aufhielt. Er wählte den Musikverlag Edward B. Marks Music Corp. aus, der Robles und den Übersetzer Paul Yoder (1908–1990) als Urheber mit dem Titel El cóndor pasa: Inca Dance bei BMI registrieren ließ. Das der urheberrechtlichen Registrierung zugrundeliegende Ursprungsarrangement für Piano stammte von George Cole. In dieser Ursprungsform beginnt das Stück mit sehr langsamen choralem Tempo, das dann allmählich zunimmt und mit sehr hohem Tempo endet.
Eine frühe Coverversion erschien 1942 von der Marshall’s Civic Band des John B. Marshall, dem Todesjahr von Robles. Eine erste Beschreibung in der Fachpresse vom Oktober 1942 basiert auf der Bearbeitung von George Cole, die der Urheberrechtsregistrierung 1933 zugrunde gelegen hatte. Die Beschreibung erklärt den Beginn des Songs im Stil eines Rezitativs, der Teil danach beginne mit einer attraktiven Melodie, eine Bridge führe in die zweite Sektion der Komposition mit einer anderen Tonart und einem leicht erhöhten Tempo; nach einigen Passagen mit Tanzfiguren gelange sie schließlich zu einem dramatischen Finale.

## Version von Los Incas

Los Incas – El Condor Pasa (1963, niederländische Pressung)

Über die Folklore-Gruppe Los Incas ist wenig bekannt. Sie wurde 1956 vom Argentinier Jorge Milchberg (Charango) gegründet. Mitglieder waren außer ihm Jorge Cumbo und Uña Ramos (Quena-Flöte) und Emilio Arteaga (Gitarre und Bombo-Basstrommel). Sie spielten Lieder des Altiplano (Andenhochland) und wurden dadurch auch in Europa bekannt. 1963 nahmen sie in Paris eine Version mit dem Titel El Condor Pasa für ihre LP Amérique du Sud - Voyages Autour du Monde (Phillips) auf, obwohl sie den Song zumeist als Paso del Condor („Vorbeiflug des Kondors“) aufführten. Das Flötensolo in a-Moll bewegt sich zwischen E4 und C6. Später benannte sich die Gruppe zeitweise in Urubamba um.

## Version von Simon & Garfunkel

Simon & Garfunkel – El Condor Pasa

Als Paul Simon im November 1965 in Paris im Théâtre de l’Est Parisien auftrat, hörte er den Song unter dem Titel Paso Del Condor von Los Incas, die dort zur selben Zeit gebucht waren, und suchte Kontakt mit der Gruppe. Simon erzählte ihr von seinem Plan, den Song mit seinem Partner Art Garfunkel mit englischem Text neu aufzunehmen, und fragte die Gruppe nach der Herkunft des Stücks. Sie gaben den inkorrekten Hinweis, dass es sich um eine urheberrechtsfreie peruanische Volksweise handele, und benannten ihren Gründer Milchberg als Arrangeur.
In seiner Version entschied sich Paul Simon für einen völlig anderen Text gegenüber dem spanischen Original. Aufgenommen und produziert von Simon (mit dem langjährigen Toningenieur Roy Halee) in New York am 2. November 1969 für das Album Bridge over Troubled Water, spielten neben Simon (Gitarre) die von The Wrecking Crew bekannten Studiomusiker Fred Carter (Gitarre), Larry Knechtel (Keyboards), Joe Osborn (Bass) und Hal Blaine (Schlagzeug) zusammen mit den Los Incas. Das Album wurde das fünfte und letzte Studioalbum des Duos. Art Garfunkel war zur Aufnahmezeit nicht anwesend. Bei El Condor Pasa (teilweise wurde als Titel El Condor Pasa (If I Could) verwendet) wurden Simon und Milchberg als Komponisten genannt.
Als Single wurde El Condor Pasa mit der B-Seite Why Don’t You Write Me im September 1970 veröffentlicht. Die Auskopplung erreichte in der US-Single-Hitparade Platz 18, in Großbritannien wurde sie nicht veröffentlicht. In Deutschland kam die Single bereits im Juni 1970 auf den Markt und erreichte hier den ersten Platz, auf dem sie für acht Wochen blieb. Im März 1970 erschien von den Los Incas die aus ihrer LP ausgekoppelte Version El Condor Pasa / O’Cangaceiro als Single-Version, ohne dass sie eine besondere Resonanz erzielen konnte. In Deutschland kam sie im September 1970 in die Charts, wo sie bis auf Rang 36 vordrang.

### Chartplatzierungen
| ChartsChartplatzierungen       | Höchstplatzierung | Wochen/ Monate |
| ------------------------------ | ----------------- | -------------- |
| Deutschland (GfK)              | 1 (15 Wo.)        | 15 Wo.         |
| Österreich (Ö3)                | 1 (5,5 Mt.)       | 5,5 Mt.        |
| Schweiz (IFPI)                 | 1 (19 Wo.)        | 19 Wo.         |
| Vereinigte Staaten (Billboard) | 18 (11 Wo.)       | 11 Wo.         |

| ChartsJahrescharts (1970) | Platzierung |
| ------------------------- | ----------- |
| Deutschland (GfK)         | 1           |
| Österreich (Ö3)           | 1           |
| Schweiz (IFPI)            | 3           |

### Auszeichnungen für Musikverkäufe
| Land/Region                  | Auszeichnungen für Musikverkäufe (Land/Region, Auszeichnung, Verkäufe) | Verkäufe |
| ---------------------------- | ---------------------------------------------------------------------- | -------- |
| Deutschland (BVMI)           | Gold                                                                   | 500.000  |
| Vereinigtes Königreich (BPI) | Silber                                                                 | 200.000  |
| Insgesamt                    | 1× Silber · 1× Gold ·                                                  | 700.000  |

Hauptartikel: Simon & Garfunkel/Auszeichnungen für Musikverkäufe

## Urheberrechtsverletzung
Im Veröffentlichungsjahr 1970 trat der amerikanische Musikverleger Edward B. Marks auf und erklärte im Auftrag von Robles’ Sohn Armando Robles Godoy, dass er für Daniel Robles seit 1933 das Copyright hierzu verwalte, Simon & Garfunkel ihn jedoch nicht als Urheber erwähnt hätten, denn lediglich Jorge Milchberg und der Bearbeiter Paul Simon seien bei der englischsprachigen Version registriert. Der eher freundschaftlich verlaufene Prozess brachte keine besonderen Komplikationen. Über den Ausgang des Prozesses ist nichts bekannt geworden, Robles wurde nachträglich als Komponist aufgeführt. Komponisten der BMI zufolge sind nunmehr: Jorge Milchberg, Daniel Alomia Robles und als Bearbeiter wegen des englischen Texts Paul Simon.

## Coverversionen und Statistik
Die Fassung von Simon & Garfunkel löste eine Vielzahl von Coverversionen aus, Coverinfo.de listet 78 Versionen. Eine erste Fassung stammt von Julie Felix; sie zog Vorteile aus der Entscheidung Simon & Garfunkels, den Titel nicht in Großbritannien zu veröffentlichen. Ihre Single-Version erreichte dort nach Veröffentlichung im April 1970 den 19. Platz. Perry Como folgte auf seinem Album It’s Impossible (Dezember 1970).
In Deutschland brachte Jürgen Marcus im Juli 1970 unter dem Titel Nur Du eine deutsche Version mit Text von Joachim Relin heraus, die bis Platz 32 vordringen konnte. Andere deutschsprachige Interpreten bevorzugten im Jahre 1970 den Titel Der Condor zieht (Bata Illic, Mary Roos).
1971 feierten Die 3 Travellers mit der Parodie Der Pleitegeier (sitzt im Portemonnaie) einen ihrer letzten großen Erfolge. Im selben Jahr mokierte sich Franz-Josef Degenhardt über den „Schnulzentext“ von Simon & Garfunkel und behauptete, mit seinem Inka Song das Widerstandslied der Inka zu singen („Der Morgen brennt und aus den Bergen fällt der Schrei, Schrei zum Kampf, auf das Land“).
Der Titel erhielt in der Version von Simon & Garfunkel einen BMI-Award, am 16. März 1971 wurden die LP und die gleichnamige Single jeweils zur Platte des Jahres mit einem Grammy ausgezeichnet. Im April 2004 wurde der Song zum peruanischen Kulturerbe (Patrimonio cultural de la Nación) erklärt.
Der Sohn Robles’, der Filmregisseur Armando Robles Godoy (7. Februar 1923 – 10. August 2010), verwaltete die von seinem Vater übernommenen 696 Folklorestücke, 140 Kompositionen (Zarzuelas und Opern) und zwischen 60 und 70 Gedichte in Ketschua-Sprache.

## Textvergleich
| Text auf Quechua | Spanische Version | Deutsche Übersetzung |
| --- | --- | --- |
| Yaw kuntur llaqtay urqupi tiyaq maymantam qawamuwachkanki, kuntur, kuntur apallaway llaqtanchikman, wasinchikman chay chiri urqupi, kutiytam munani, kuntur, kuntur. Qusqu llaqtapim plazachallanpim suyaykamullaway, Machu Piqchupi Wayna Piqchupi purikunanchikpaq. | Oh majestuoso Cóndor de los Andes, llévame, a mi hogar, en los Andes, Oh Cóndor. Quiero volver a mi tierra querida y vivir con mis hermanos Incas, que es lo que más añoro oh Cóndor. En el Cusco, en la plaza principal, espérame para que a Machu Picchu y Huayna Picchu vayamos a pasear. | Oh majestätischer Kondor der Anden, nimm mich nach Hause, in die Anden, oh Kondor. Ich will zurückkehren in mein geliebtes Land und mit meinen Inkabrüdern leben, das ist, was ich am meisten ersehne, oh Kondor. In Cusco, am Hauptplatz erwarte mich, damit in Machu Picchu und Huayna Picchu wir flanieren können. |